# Joan Tauler i Palomeras
Joan Tauler i Palomeras (també apareix com a Joan Tauler i Palomares) (Figueres, 12 de novembre de 1879 - Barcelona, 17 d'abril de 1959) va ser un advocat, periodista i polític català.

## Biografia
Joan Tauler i Palomeras va ser fill de Conrad Tauler i Sagrera i de Mercè Palomeras i Costa. Tot i ser advocat de professió, va ser redactor a La Publicidad, diari republicà barceloní. De l'any 1909 al 1911 va ser regidor a l'Ajuntament de Barcelona en la candidatura d'esquerres que provenia dels republicans de la Solidaritat Catalana.
Joan Tauler va ser un home proper a Lluís Companys i l'any 1931 va ingressar com a militant a Esquerra Republicana de Catalunya. Va ser membre del Centre Republicà Català del Districte V de Barcelona. L'octubre de 1931 va ingressar com a membre del Comitè Executiu de la Federació d'Esquerra de la ciutat de Barcelona. En el I Congrés Nacional ordinari d'ERC, celebrat el febrer de 1932, va ser un dels membres del nou Comitè Executiu elegit per votació directa de l'assemblea. Al març del 1932 va ser escollit Secretari General d'Esquerra Republicana de Catalunya, càrrec que va ocupar fins al 1938.
A les eleccions al Parlament de Catalunya de 1932 va ser elegit diputat per ERC a la ciutat de Barcelona i va actuar com a cap de la majoria parlamentària d'Esquerra. El 1933 va donar suport a Francesc Macià en l'enfrontament que va tenir amb el grup d'ERC proper al setmanari l'Opinió. En el II Congrés Nacional ordinari d'ERC celebrat el juny del 1933, Tauler passà a representar la Federació de Barcelona ciutat en el Comitè Executiu.
El setembre de 1934 va ser nomenat director general de Treball de la Generalitat de Catalunya. Tot i això, el seu càrrec va durar fins a la suspensió del Govern de Catalunya a conseqüència dels Fets del sis d'octubre.
Durant la Guerra Civil espanyola, va ser el representant de la Conselleria de Treball en el Comitè de Confiscacions i del Departament de Finances en la Comissió de Responsabilitats.
Durant la Guerra Civil fou representant de la Conselleria de Treball de la Generalitat de Catalunya en el Comitè de Confiscacions i del Departament de Finances en la Comissió de Responsabilitats.
El 1939, un cop acabada la Guerra Civil, es va exiliar a França. Allà hi va residir fins al 1952, any en què retornà a Catalunya. Va morir a Barcelona el 17 d'abril de 1959.